# Бокшич-Луг
45°37′ пн. ш. 18°04′ сх. д. / 45.61° пн. ш. 18.06° сх. д.
Бокшич-Луг (хорв. Bokšić Lug) — населений пункт у Хорватії, в Осієцько-Баранській жупанії у складі громади Джурдженоваць.

## Населення
Населення за даними перепису 2011 року становило 259 осіб.
Динаміка чисельності населення поселення:

## Клімат
Середня річна температура становить 11,17 °C, середня максимальна – 25,52 °C, а середня мінімальна – -5,95 °C. Середня річна кількість опадів – 693 мм.
| Клімат поселення                              | Клімат поселення | Клімат поселення | Клімат поселення | Клімат поселення | Клімат поселення | Клімат поселення | Клімат поселення | Клімат поселення | Клімат поселення | Клімат поселення | Клімат поселення | Клімат поселення | Клімат поселення |
| Показник                                      | Січ.             | Лют.             | Бер.             | Квіт.            | Трав.            | Черв.            | Лип.             | Серп.            | Вер.             | Жовт.            | Лист.            | Груд.            |                  |
| Середній максимум, °C                         | 5,74             | 8,02             | 12,60            | 17,24            | 22,42            | 25,52            | 25,32            | 24,77            | 20,50            | 15,16            | 9,31             | 5,28             |                  |
| Середня температура, °C                       | −0,09            | 2,20             | 6,76             | 11,40            | 16,59            | 19,69            | 21,52            | 20,99            | 16,70            | 11,34            | 5,51             | 1,50             |                  |
| Середній мінімум, °C                          | −5,95            | −3,68            | 0,90             | 5,55             | 10,72            | 13,84            | 17,72            | 17,16            | 12,89            | 7,54             | 1,71             | −2,32            |                  |
| Норма опадів, мм                              | 42               | 40               | 41               | 53               | 65               | 89               | 63               | 63               | 53               | 61               | 69               | 54               |                  |
| Середньомісячна швидкість вітру, м/с          | 2.20             | 2.48             | 2.74             | 2.66             | 2.34             | 2.20             | 2.10             | 1.90             | 1.90             | 2.00             | 2.14             | 2.26             |                  |
| Середньомісячна сонячна радіація, кДж/м²·день | 4169             | 6866             | 10769            | 15319            | 19347            | 21427            | 22225            | 20177            | 14871            | 9118             | 4704             | 3516             |                  |
| --------------------------------------------- | ---------------- | ---------------- | ---------------- | ---------------- | ---------------- | ---------------- | ---------------- | ---------------- | ---------------- | ---------------- | ---------------- | ---------------- | ---------------- |
| Джерело:                                      |                  |                  |                  |                  |                  |                  |                  |                  |                  |                  |                  |                  |                  |